# Oceania Sevens Femenino 2019
El Oceania Sevens Femenino de 2019 fue la décima edición del torneo de rugby 7 de Oceanía.
El torneo otorgó una plaza para el Torneo femenino de rugby 7 en los Juegos Olímpicos de Tokio 2020, además de 2 plazas para el Torneo Preolímpico Mundial Femenino de Rugby 7 2020.
Se disputó del 7 al 9 de noviembre en el ANZ Stadium de la ciudad de Suva, Fiyi.

## Fase de grupos

### Grupo A
| Equipo        | Encuentros | Encuentros | Encuentros | Encuentros | Tantos  | Tantos    | Tantos     | Puntos |
| Equipo        | jugados    | ganados    | empatados  | perdidos   | a favor | en contra | diferencia | Puntos |
| ------------- | ---------- | ---------- | ---------- | ---------- | ------- | --------- | ---------- | ------ |
| Australia     | 3          | 3          | 0          | 0          | 64      | 20        | +44        | 9      |
| Nueva Zelanda | 3          | 2          | 0          | 1          | 50      | 34        | +16        | 7      |
| Japón         | 3          | 1          | 0          | 2          | 27      | 59        | –32        | 5      |
| Canadá        | 3          | 0          | 0          | 3          | 22      | 50        | –28        | 3      |

### Grupo B
| Equipo        | Encuentros | Encuentros | Encuentros | Encuentros | Tantos  | Tantos    | Tantos     | Puntos |
| Equipo        | jugados    | ganados    | empatados  | perdidos   | a favor | en contra | diferencia | Puntos |
| ------------- | ---------- | ---------- | ---------- | ---------- | ------- | --------- | ---------- | ------ |
| Fiyi          | 3          | 3          | 0          | 0          | 189     | 0         | +189       | 9      |
| Islas Salomón | 3          | 1          | 0          | 2          | 41      | 97        | –56        | 5      |
| Vanuatu       | 3          | 1          | 0          | 2          | 29      | 85        | –56        | 5      |
| Nauru         | 3          | 1          | 0          | 2          | 27      | 104       | –77        | 5      |

### Grupo C
| Equipo             | Encuentros | Encuentros | Encuentros | Encuentros | Tantos  | Tantos    | Tantos     | Puntos |
| Equipo             | jugados    | ganados    | empatados  | perdidos   | a favor | en contra | diferencia | Puntos |
| ------------------ | ---------- | ---------- | ---------- | ---------- | ------- | --------- | ---------- | ------ |
| Papúa Nueva Guinea | 3          | 3          | 0          | 0          | 88      | 22        | +66        | 9      |
| Samoa              | 3          | 2          | 0          | 1          | 74      | 36        | +38        | 7      |
| Islas Cook         | 3          | 1          | 0          | 2          | 56      | 45        | +11        | 5      |
| Tonga              | 3          | 0          | 0          | 3          | 5       | 120       | –115       | 3      |

## Fase Final

### Semifinales Clasificación Olímpica
| 9 de noviembre | Fiyi | 43 - 0 | Samoa |  |  |

| 9 de noviembre | Papúa Nueva Guinea | 31 - 7 | Islas Salomón |  |  |

### Quinto puesto
| 9 de noviembre | Samoa | 45 - 0 | Islas Salomón |  |  |

- Samoa clasifica al repechaje olímpico.

### Semifinales
| 9 de noviembre | Australia | 12 - 0 | Nueva Zelanda |  |  |

| 9 de noviembre | Fiyi | 36 - 0 | Papúa Nueva Guinea |  |  |

- Fiyi clasifica a Tokio 2020.
- Papúa Nueva Guinea clasifica al repechaje olímpico.

### Tercer puesto
| 9 de noviembre | Nueva Zelanda | 29 - 0 | Papúa Nueva Guinea |  |  |

### Final
| 9 de noviembre | Australia | 24 - 14 | Fiyi |  |  |

| Bandera de Australia |
| Campeón Australia    |
| 5.to título          |